# 거품 (영화)
거품(Ha-Buah, The Bubble)은 이스라엘에서 제작된 에이탄 폭스 감독의 2006년 영화이다. 오해드 놀러 등이 주연으로 출연하였다.

## 출연

### 주연
- 오해드 놀러
- 엘론 프리드먼
- 다니엘라 버처

### 조연
- 유세프 조 스웨이드
- 슈레디 자바린
- 라이어 애쉬케나지
- 요시 마쉑

## 제작진
- 배역: 야엘 아비브